# Fiat 35-45 HP
La 35-45 HP è un'autovettura di lusso costruita dalla Fiat dal 1908 al 1909. Fu commercializzata per soddisfare la domanda di auto di altissima gamma dai mercati esteri, specialmente dagli Stati Uniti d'America e dall'Australia
La vettura fu studiata prestando la massima attenzione alle finiture di lusso, curate nei minimi dettagli. Fu venduta in due versioni, normale ed allungata.
Aveva installato un motore triblocco con sei cilindri  da 7408 cm³ di cilindrata. All'epoca infatti era in uso, da parte delle Case automobilistiche, preparare il motore diviso in blocchi distinti e successivamente saldati insieme per formare il propulsore. L'accensione era a magnete ed il cambio era a quattro rapporti. La velocità massima era compresa tra gli 80 ed i 90 km/h, a seconda dei modelli.
È stata fabbricata nello stabilimento di Corso Dante in 107 esemplari